# Коктал (Таласький район)
Кокта́л (каз. Көктал) — село у складі Таласького району Жамбильської області Казахстану. Адміністративний центр та єдиний населений пункт Коктальського сільського округу.
У радянські часи село мало статус смт.
Населення — 1308 осіб (2021; 851 у 2009, 754 у 1999, 1592 у 1989).